# David Wiesner
Pour les articles homonymes, voir Wiesner.
David Wiesner est un auteur et illustrateur américain de livres pour enfants. Il est né à Bridgewater, dans le New Jersey, le 5 février 1956.

## Biographie
David Wiesner a grandi dans le New Jersey et étudié à la Rhode Island School of Design.
Il indique avoir dans son dessin la « double influence du surréalisme et des films de Stanley Kubrick. »
Son premier album jeunesse Chute libre (Free Fall), qu'il écrit et illustre, est publié en 1988, et est finaliste de la Médaille Caldecott l'année suivante.
Il a reçu plusieurs récompenses notamment trois médailles Caldecott et deux Honors Books Caldecott.
Nombre de ses « livres sont sans texte, avec de grands espaces de silence ».
En 2014, il crée une application numérique et un roman graphique en collaboration avec d'autres
créateurs, application qui sera doublement distinguée, à la  Foire du livre de jeunesse de Bologne et au  Salon du livre et de la presse jeunesse de Montreuil.
La plupart de ses albums sont traduits et publiés en France.
« Certains thèmes sont récurrents dans [son] travail : la mer, l’espace, les chats, les cochons, les
instruments de vision » et son « travail regorge de transformations et de métamorphoses, procurant une sensation de
vertige » selon Séverine Billot dans La Revue des livres pour enfants en 2016.
En 2021, il est sélectionné pour le prestigieux prix suédois, le Prix commémoratif Astrid-Lindgren.

## Publications

### Auteur et illustrateur
- Loathsome Dragon, 1987
- Free Fall, 1988
  - trad. Chute libre, Éditions Circonflexe, 2008
- Hurricane, 1990
  - trad. L'ouragan, Éditions Circonflexe, 2007
- Tuesday, 1991
  - trad. Mardi, Éditions Circonflexe, 1992
- June 29, 1999, 1992
- Sector 7, 1999
- The Three Pigs, 2001
  - trad. Les Trois Cochons, Paris, Éditions Circonflexe, 2002
- Flotsam, 2006
  - trad. Le Monde englouti, Paris, Éditions Circonflexe, 2006
- Art & Max, 2010
  - trad. Max et son art, Paris, Éditions Circonflexe, 2011
- Mr. Wuffles!, 2013
  - trad. Monsieur Chat !, le Genévrier, 2014

### Application numérique
- David Wiesner's spot, Houghton Mifflin Harcourt, Boston (USA), 2014 
  - Foire du livre de jeunesse de Bologne 2015 : Mention[4] "BolognaRagazzi Digital Award", catégorie Fiction
  - Salon du livre et de la presse jeunesse de Montreuil 2015 : Pépite du livre 2015[5], Catégorie Création numérique.

## Prix et distinctions
- 1989 : Finaliste (Honor Books) Médaille Caldecott pour Free Fall (Chute libre)
- 1992 : Médaille Caldecott pour Tuesday (Mardi)
- 2002 : Médaille Caldecott pour The Three Pigs (Les Trois cochons)
- 2002 : Prix Sorcières catégorie Album pour Les Trois cochons (The Three Pigs)
- 2004 : (international) « Honour List »[7] de l' IBBY pour Les Trois cochons
- 2007 : Médaille Caldecott pour Flotsam (Le Monde englouti)
- 2014 : Finaliste (Honor Books) Médaille Caldecott pour Mr. Wuffles! (Monsieur Chat !)
- 2015 : Foire du livre de jeunesse de Bologne : Mention[4] "BolognaRagazzi Digital Award" (application numérique), catégorie Fiction, pour David Wiesner's spot
- 2015 : Pépite du livre 2015[5] au Salon du livre et de la presse jeunesse de Montreuil, Catégorie Création numérique, pour David Wiesner's spot
- 2021 :  Sélection pour le Prix commémoratif Astrid-Lindgren[6]